# Північна Корея на Олімпійських іграх
Північна Корея дебютувала на Олімпійських іграх 1964 року на зимовій Олімпіаді в Інсбруку й з того часу брала участь в усіх зимових олімпійських іграх, окрім ігор 1968, 1976, 1980, 1994 та 2002 років. У 1972 році спортсмени з Північної Кореї вперше взяли участь у літніх Олімпійських іграх в Мюнхені й з того часу виступали на всіх літніх Олімпійських іграх, пропустивши ігри 1984, 1988 та 2020 років.
Загалом за всю історію виступів північнокорейськими спортсменами було здобуто 43 олімпійські нагороди, у тому числі 10 золотих.
Національний олімпійський комітет КНДР було засновано 1953 та визнано 1957 року.

## Медальний залік

### Медалі на літніх Олімпійських іграх
| Ігри              | Золото          | Срібло          | Бронза          | Загалом         |
| 1972 Мюнхен       | 1               | 1               | 3               | 5               |
| 1976 Монреаль     | 1               | 1               | 0               | 2               |
| 1980 Москва       | 0               | 3               | 2               | 5               |
| 1984 Лос-Анджелес | Не брала участь | Не брала участь | Не брала участь | Не брала участь |
| 1988 Сеул         | Не брала участь | Не брала участь | Не брала участь | Не брала участь |
| 1992 Барселона    | 4               | 0               | 5               | 9               |
| 1996 Атланта      | 2               | 1               | 2               | 5               |
| 2000 Сідней       | 0               | 1               | 3               | 4               |
| 2004 Афіни        | 0               | 4               | 1               | 5               |
| 2008 Пекін        | 2               | 1               | 3               | 6               |
| 2012 Лондон       | 4               | 0               | 2               | 6               |
| Ріо 2016          | 2               | 3               | 2               | 7               |
| Загалом           | 14              | 14              | 23              | 51              |

### Медалі на зимових Олімпійських іграх
| Ігри                | Золото          | Срібло          | Бронза          | Загалом         |
| 1964 Інсбрук        | 0               | 1               | 0               | 1               |
| 1968 Гренобль       | Не брала участь | Не брала участь | Не брала участь | Не брала участь |
| 1972 Саппоро        | 0               | 0               | 0               | 0               |
| 1976 Інсбрук        | Не брала участь | Не брала участь | Не брала участь | Не брала участь |
| 1980 Лейк-Плесід    | Не брала участь | Не брала участь | Не брала участь | Не брала участь |
| 1984 Сараєво        | 0               | 0               | 0               | 0               |
| 1988 Калгарі        | 0               | 0               | 0               | 0               |
| 1992 Альбервіль     | 0               | 0               | 1               | 1               |
| 1994 Лілліхаммер    | Не брала участь | Не брала участь | Не брала участь | Не брала участь |
| 1998 Нагано         | 0               | 0               | 0               | 0               |
| 2002 Солт-Лейк-Сіті | Не брала участь | Не брала участь | Не брала участь | Не брала участь |
| 2006 Турин          | 0               | 0               | 0               | 0               |
| 2010 Ванкувер       | 0               | 0               | 0               | 0               |
| Сочі 2014           | Не брала участь | Не брала участь | Не брала участь | Не брала участь |
| Всього              | 0               | 1               | 1               | 2               |

## Медалі за видами спорту

### Літні види
| Ігри             | Золото | Срібло | Бронза | Загалом |
| Важка атлетика   | 4      | 6      | 5      | 15      |
| Боротьба         | 3      | 2      | 5      | 10      |
| Бокс             | 2      | 3      | 3      | 8       |
| Дзюдо            | 2      | 2      | 4      | 8       |
| Гімнастика       | 2      | 0      | 0      | 2       |
| Стрільба         | 1      | 0      | 1      | 2       |
| Настільний теніс | 0      | 1      | 2      | 3       |
| Волейбол         | 0      | 0      | 1      | 1       |
| Всього           | 14     | 14     | 21     | 49      |

### Зимові види
| Ігри                | Золото | Срібло | Бронза | Загалом |
| Ковзанярський спорт | 0      | 1      | 0      | 1       |
| Шорт-трек           | 0      | 0      | 1      | 1       |
| Всього              | 0      | 1      | 1      | 2       |